# André Ernesto Stoffel
André Ernesto Stoffel, né le 9 avril 1960, est un ancien joueur brésilien de basket-ball. Il évolue durant sa carrière au poste de pivot.

## Palmarès
- Vainqueur des Jeux panaméricains de 1987